# Robert Kearns
Robert William Kearns (Gary, 10 de março de 1927 – Baltimore, 9 de fevereiro de 2005) foi um engenheiro e inventor americano, reconhecido como o inventor do Temporizador para o limpador de para-brisa usado na grande maioria dos automóveis a partir de 1969. Sua primeira patente para a invenção foi apresentada em 1 de dezembro de 1964.                               
Sua invenção que seria utilizada em todos os carros do mundo - sem exceção, foi disputada por empresas como a Ford Motor Company e a Chrysler Corporation que desejavam ter a patente daquele novo e atual produto.     
Kearns morreu a 9 de fevereiro de 2005 vitimado por um tumor cerebral provocado pelo Mal de Alzheimer. A história de sua invenção, o processo contra a Ford é contada no filme Jogada de Gênio, lançado em 2009, e vivido pelo ator Greg Kinnear. O filme relata a história verídica da vida de Kearns e sua brilhante vitória nos tribunais contra a Ford Motor Company onde ele mesmo fez sua defesa dispensando advogados. Foi casado com Phyllis Kearns e teve 6 filhos. O filme relata a desestrutura familiar ocasionada pelos anos de luta judicial.  